# Conductivité molaire
 (août 2023).
La mise en forme du texte ne suit pas les recommandations de Wikipédia : il faut le « wikifier ».
Les points d'amélioration suivants sont les cas les plus fréquents. Le détail des points à revoir est peut-être précisé sur la page de discussion.
- Les titres sont pré-formatés par le logiciel. Ils ne sont ni en capitales, ni en gras.
- Le texte ne doit pas être écrit en capitales (les noms de famille non plus), ni en gras, ni en italique, ni en « petit »…
- Le gras n'est utilisé que pour surligner le titre de l'article dans l'introduction, une seule fois.
- L'italique est rarement utilisé : mots en langue étrangère, titres d'œuvres, noms de bateaux, etc.
- Les citations ne sont pas en italique mais en corps de texte normal. Elles sont entourées par des guillemets français : « et ».
- Les listes à puces sont à éviter, des paragraphes rédigés étant largement préférés. Les tableaux sont à réserver à la présentation de données structurées (résultats, etc.).
- Les appels de note de bas de page (petits chiffres en exposant, introduits par l'outil «  Source ») sont à placer entre la fin de phrase et le point final[comme ça].
- Les liens internes (vers d'autres articles de Wikipédia) sont à choisir avec parcimonie. Créez des liens vers des articles approfondissant le sujet. Les termes génériques sans rapport avec le sujet sont à éviter, ainsi que les répétitions de liens vers un même terme.
- Les liens externes sont à placer uniquement dans une section « Liens externes », à la fin de l'article. Ces liens sont à choisir avec parcimonie suivant les règles définies. Si un lien sert de source à l'article, son insertion dans le texte est à faire par les notes de bas de page.
- La présentation des références doit suivre les conventions bibliographiques. Il est recommandé d'utiliser les modèles {{Ouvrage}}, {{Chapitre}}, {{Article}}, {{Lien web}} et/ou {{Bibliographie}}. Le mode d'édition visuel peut mettre en forme automatiquement les références.
- Insérer une infobox (cadre d'informations à droite) n'est pas obligatoire pour parachever la mise en page.

Pour une aide détaillée, merci de consulter Aide:Wikification.
Si vous pensez que ces points ont été résolus, vous pouvez retirer ce bandeau et améliorer la mise en forme d'un autre article.
La conductivité molaire d'une solution d'électrolyte est définie comme sa conductivité divisée par sa concentration molaire,.
{\displaystyle \Lambda _{\text{m}}={\frac {\kappa }{c}},}
où:
κ est la conductivité mesurée (anciennement connue sous le nom de conductance spécifique),
c est la concentration molaire de l'électrolyte.
L'unité SI de conductivité molaire est le siemens mètre carré  par mole (S m 2 mol -1 ). Cependant, les valeurs sont souvent citées en S.cm2.mol-1. Dans ces dernières unités, la valeur de Λ m peut être comprise comme la conductance d'un volume de solution entre des électrodes plaques parallèles distantes d'un centimètre et de surface suffisante pour que la solution contienne exactement une mole d'électrolyte.

## Variation de la conductivité molaire avec la dilution
Il existe deux types d'électrolytes : les électrolytes forts et les électrolytes faibles. Les électrolytes forts subissent, par définition, une ionisation complète (par exemple NaCl dans l'eau) alors que les électrolytes faibles, qui ne subissent qu'une ionisation partielle (par exemple CH3COOH dans l'eau). Pour les électrolytes forts, tels que les sels, les acides forts ou les bases fortes, la conductivité molaire ne dépend que faiblement de la concentration pour les solutions diluées (voir tableau). Lors de la dilution, de la conductivité molaire de l'électrolyte fort augmente progressivement en raison de la diminution de l'interaction soluté-soluté. Sur la base de données expérimentales , Friedrich Kohlrausch (vers l'an 1900) a proposé la loi non linéaire suivante pour les électrolytes forts :
{\displaystyle \Lambda _{\text{m}}=\Lambda _{\text{m}}^{\circ }-K{\sqrt {c}}=\alpha f_{\lambda }\Lambda _{\text{m}}^{\circ },}
où
Λ
m°  est la conductivité molaire à dilution infinie (ou conductivité molaire limite ), qui peut être déterminée expérimentalement par extrapolation de Λ m en fonction de √c ,
K est le coefficient de Kohlrausch, qui dépend principalement de la stœchiométrie du sel concerné en solution,
α est le taux de dissociation, même pour les électrolytes fortement concentrés,
f λ est le facteur lambda pour les solutions concentrées.
Exemple de la variation de la variation de la conductivité avec la concentration
| Soluté / concentration | 1,0   | 0,1   | 0,01  | 0,001 |
| ---------------------- | ----- | ----- | ----- | ----- |
| AgNO3                  | 7,78  | 10,91 | 12,48 | 13,05 |
| BaCl2                  | 13,80 | 19,74 | 23,85 | 26,45 |
| CH3COOH                |       | 0,52  | 1,6   | 4,8   |
| CH3COONa               | 4,92  | 7,28  | 8,38  | 8,85  |
| HBr                    | 33,45 | 39,19 | 41,37 | 42,29 |
| HCl                    | 33,22 | 39,11 | 41,19 | 42,12 |
| HF                     | 2,43  | 3,91  | 9,61  |       |
| HNO3                   |       | 38,50 | 40,60 |       |
| H2SO4                  |       | 46,86 | 61,60 | 78,16 |
| KBr                    | 11,72 | 13,12 | 14,32 | 14,88 |
| KCl                    | 11,19 | 12,90 | 14,13 | 14,71 |
| KI                     | 11,8  | 13,06 | 14,22 | 14,73 |
| KNO3                   | 9,25  | 12,04 | 13,58 | 14,18 |
| NaCl                   | 8,58  | 10,67 | 11,85 | 12,37 |
| NaOH                   |       | 21,82 | 23,80 | 24,47 |
| Na2SO4                 |       | 16,3  | 21,36 | 24,46 |

Cette loi n'est valable que pour les faibles concentrations d'électrolytes ; il s'inscrit dans le cadre de l'équation Debye-Hückel-Onsager.
Pour les électrolytes faibles (c'est-à-dire les électrolytes incomplètement dissociés, comme CH3COOH dans l'eau), la conductivité molaire dépend fortement de la concentration : plus une solution est diluée, plus sa conductivité molaire est élevée, car tout électrolyte est se dissocie d'autant plus que la dilution est grande. Dit entre d'autres termes, les deux fragments de l'électrolyte faible ont d'autant moins de chance de se "rencontrer" pour s'associer qu'ils sont dilués.

## Loi de Kohlrausch sur la migration indépendante des ions
Friedrich Kohlrausch en 1875–1879 a établi avec une grande précision dans les solutions diluées, que la conductivité molaire peut être décomposée en contributions des ions individuels. C'est ce qu'on appelle la loi de Kohlrausch sur la migration ionique. Pour tout électrolyte A x B y, la conductivité molaire limite est x fois la conductivité molaire limite de A y + plus y fois la conductivité molaire limite de B x - .
{\displaystyle \Lambda _{\text{m}}^{\circ }=\sum _{i}\nu _{i}\lambda _{i},}
où:
λ i est la conductivité molaire ionique limite de l'ion i ,
ν i est le nombre d'ions i de la stœchiométrie de la formule de l'électrolyte (par exemple 2 pour Na + et 1 pour SO42- dans Na2SO4 ).
Kohlrausch a étayé cette loi en constatant que les conductivités molaires limites de deux électrolytes avec deux cations différents et un anion commun (comme NaCl et KCl) diffèrent d'une quantité qui est indépendante de l'anion. Par exemple, la différence de conductivité Λ0(KCl) − Λ0(NaCl) est 23.4 S cm2 mol−1 , et c'est la même pour Λ0(KI) − Λ0(NaI) et pour Λ0(K2SO4) − Λ0(Na2SO4). Cette différence est attribuée à la différence des conductivités ioniques de K + et de Na + . Des régularités similaires sont trouvées pour deux électrolytes avec un cation commun et deux anions (par exemple NaCl et NaI).

## Conductivité ionique molaire
La conductivité ionique molaire de chaque espèce ionique est proportionnelle à sa mobilité électrique ( μ ), également appelée vitesse de dérive par unité de champ électrique, selon l'équation
{\displaystyle \lambda =z\mu F}
où z est la charge de l'ion et F est la constante de Faraday.
La conductivité molaire limite d'un électrolyte faible ne peut pas être déterminée de manière fiable par extrapolation car les données ne sont pas linéarisables comme celles des électrolytes forts, en racine carrée de la concentration. Au lieu de cela, la conductivité molaire limité s'exprime comme une somme de contributions ioniques, qui peuvent être évaluées à partir des conductivités molaires limites d'électrolytes forts contenant les mêmes ions. Pour l'acide acétique aqueux à titre d'exemple, 
{\displaystyle {\begin{aligned}\Lambda _{\text{m}}^{\circ }({\ce {CH3COOH}})&=\lambda ({\ce {CH3COO-}})+\lambda ({\ce {H+}})\\&=\Lambda _{\text{m}}^{\circ }({\ce {CH3COONa}})+\Lambda _{\text{m}}^{\circ }({\ce {HCl}})-\Lambda _{\text{m}}^{\circ }({\ce {NaCl}}).\end{aligned}}}
Les valeurs de chaque ion peuvent être déterminées à l'aide des nombres de transport des ions, qui eux se mesurent. Par exemple, pour un cation :
{\displaystyle \lambda ^{+}=t_{+}\cdot {\frac {\Lambda _{0}}{\nu ^{+}}}}
et pour un anion :
{\displaystyle \lambda ^{-}=t_{-}\cdot {\frac {\Lambda _{0}}{\nu ^{-}}}.}
La plupart des ions monovalents dans l'eau ont des conductivités molaires ioniques limites comprises entre 40–80 S cm2 mol−1. Par exemple : 
| Cation | λ, S cm2 mol−1 |
| ------ | -------------- |
| Li +   | 38,6           |
| Na +   | 50.1           |
| K +    | 73,5           |
| Ag +   | 61,9           |

| Anion      | λ, S cm2 mol−1 |
| ---------- | -------------- |
| F-         | 55,4           |
| Cl−        | 76,4           |
| Br −       | 78.1           |
| CH 3 COO − | 40,9           |

Attention, certaines tables donnent les conductivités équivalentes ioniques, qui sont les mêmes que les conductivités molaires ioniques pour des ions chargées, mais pas pour des ions polychargées.
L'ordre des valeurs des conductivités molaires ioniques de métaux alcalins paraît surprenant, car il montre que le plus petit cation Li + se déplace plus lentement dans un champ électrique donné que Na +, qui à son tour se déplace plus lentement que K + . Cela se produit en raison de la solvatation de ces cations par des molécules d'eau. La forte densitéde charge de Li+ (1 charge pour un petit volume) le conduit à s'entourer d'un grand nombre de molécules d'eau. Or ce cation soit se déplacer avec tout ce cortège de molécules d'eau. Pour les cations plus gros (Na+ et encore plus pour K+) donc ayant une densité de charge moindre que Li+, le cortège de molécules d'eau est moindre ce qui rend l'ion plus mobile.
Des valeurs exceptionnellement élevées sont trouvées pour H + ( 349.8 S cm2 mol−1 ) et pour OH - ( 198.6 S cm2 mol−1 ). Ces valeurs s'expliquent par le mécanisme de saut de proton de Grotthuss pour le mouvement de ces ions. L'ion H + a également une conductivité plus élevée que les autres ions dans les alcools, qui ont un groupe hydroxyle, mais se comporte plus normalement dans d'autres solvants, notamment l'ammoniac liquide et le nitrobenzène.
Pour les ions multivalents (c'est-à-dire avec une charge supérieure à 1), il est habituel de considérer la conductivité divisée par la charge. La grandeur correspondante est alors appelée la conductivité équivalente ionique (et non molaire ionique). Ce quotient peut être appelé la conductivité équivalente, bien que l'IUPAC recommande de ne plus utiliser ce terme et qu'il faille lui préférer le terme de conductivité molaire, même pour les valeurs de conductivité divisées par la concentration équivalente. Si cette convention est utilisée, alors les valeurs sont toute dans la même gamme que les ions monovalents, par exemple 59.5 S cm2 mol−1 pour1/2 Ca 2+ et 80.0 S cm2 mol−1 pour1/2 SO42- .
À partir des conductivités molaires ioniques des cations et des anions, les rayons ioniques effectifs peuvent être calculés à l'aide du concept de rayon de Stokes . Les valeurs obtenues pour un rayon ionique en solution calculé de cette manière peuvent être très différentes du rayon ionique pour le même ion dans les cristaux, en raison de l'effet de l'hydratation en solution.
La loi de dilution d'Ostwald, qui donne la constante de dissociation d'un électrolyte faible en fonction de la concentration, peut s'écrire en termes de conductivité molaire. Ainsi, les valeurs de pKa des acides faibles peuvent être calculées en mesurant la conductivité molaire et en extrapolant à une concentration nulle. A savoir, pK a = p(K/1 mol/L ) à la limite de concentration nulle, où K est la constante de dissociation de la loi d'Ostwald.